# Pseudoperipteros

Pseudoperipteros

Pseudoperipteros je jedna z forem řeckých chrámů. Pojmenování doložil v teorii architektury římský architekt Vitruvius.

## Popis
Je to chrám, jehož obvod (peristasis) byl na bočních stranách a obvykle také na zadní straně vytvořen jako polosloupy nebo pilastry ve zdech celly, kolem které není žádný ochoz (pteron).
Řecké polosloupy byly vyvinuty během řeckého klasického období a podle svých předchůdců na Sicílii a v jižní Itálii se v helénistických dobách uplatňovaly na vnější straně chrámu (chrám L v Epidauru). Tento chrámový typ se dále rozšířil koncem 2. století před Kristem a v augustinské době pak i v římské architektuře.

## Příklady
- Chrám boha přístavů Portuna na Forum Boarium v Římě
- Chrám Sibyly v Tivoli
- Kapitol v Puteoli
- Chrám v Terracině
- Chrám zasvěcený Gaiu a Luciu Caesarovi v Nîmes (Maison carrée).